# سيمون ك. كينغ
سيمون ك. كينغ (بالإنجليزية: Simon K S)‏ هو ملحن هندي، ولد في 2 فبراير 1984 في تشيناي في الهند.

## وصلات خارجية
- سيمون ك. كينغ على موقع IMDb (الإنجليزية)
- سيمون ك. كينغ على موقع ميوزك برينز (الإنجليزية)
- سيمون ك. كينغ على موقع قاعدة بيانات الفيلم (الإنجليزية)